# Richard Supa
Richard Supa o Richie Supa, pseudonimo di Richard Goodman (Massapequa Park, 9 aprile 1944), è un chitarrista e tastierista statunitense, noto soprattutto per le sue collaborazioni con gli Aerosmith e Richie Sambora dei Bon Jovi.

## Biografia
Tra il 1971 e il 1978 ha pubblicato quattro album.
Amico di lunga data degli Aerosmith, per loro ha co-scritto diverse canzoni, tra cui le hit Chip Away the Stone (1978), Lightning Strikes (1982), Amazing (1993), e Pink (1997).
Supa ha co-scritto la maggior parte delle canzoni del secondo album solista di Richie Sambora, Undiscovered Soul. Ha anche scritto la canzone Misery dall'album Missundaztood di Pink, a cui ha partecipato Steven Tyler degli Aerosmith, e My Interpretation per l'album di debutto di Mika, Life in Cartoon Motion. Nel 1977 si è esibito al Palladium di New York.

## Discografia parziale

### Album in studio
- 1971 - Supa's Jamboree
- 1972 - Homespun
- 1976 - Life Lines
- 1978 - Tall Tales